# Bactrocera isolata
Bactrocera isolata är en tvåvingeart som först beskrevs av Hardy 1973.  Bactrocera isolata ingår i släktet Bactrocera och familjen borrflugor. Inga underarter finns listade.